# Rzymówka
Rzymówka (niem. Riemberg) – wieś w Polsce położona w województwie dolnośląskim, w powiecie złotoryjskim, w gminie Złotoryja.

## Podział administracyjny
W latach 1975–1998 miejscowość administracyjnie należała do województwa legnickiego.

## Zabytki
- piętrowy pałac (niem. Schloss Riemberg) wybudowany w XVII w. na planie prostokąta, kryty dachem mansardowym z lukarnami. Od frontu główne wejście z portalem, zwieńczonym frontonem zbliżonym kształtem do entrecoupė (przedzielony) z herbem rodziny von Richthofen[4], do którego prowadzą schody. Nad nim trójkątny szczyt przy dachu zawierający herb z potrójnym pióropuszem[5] rodziny von Wiese[6].
- grodzisko piastowskie zbudowano z pni drzew ściętych po 990 roku n.e.

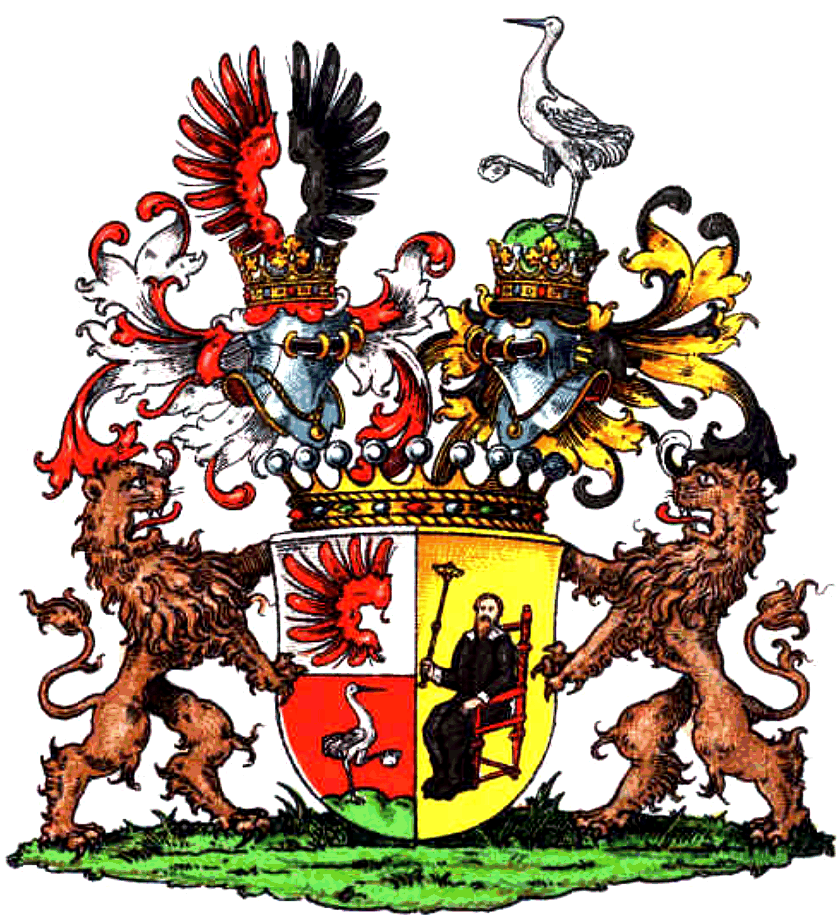
Herb von Richthofen
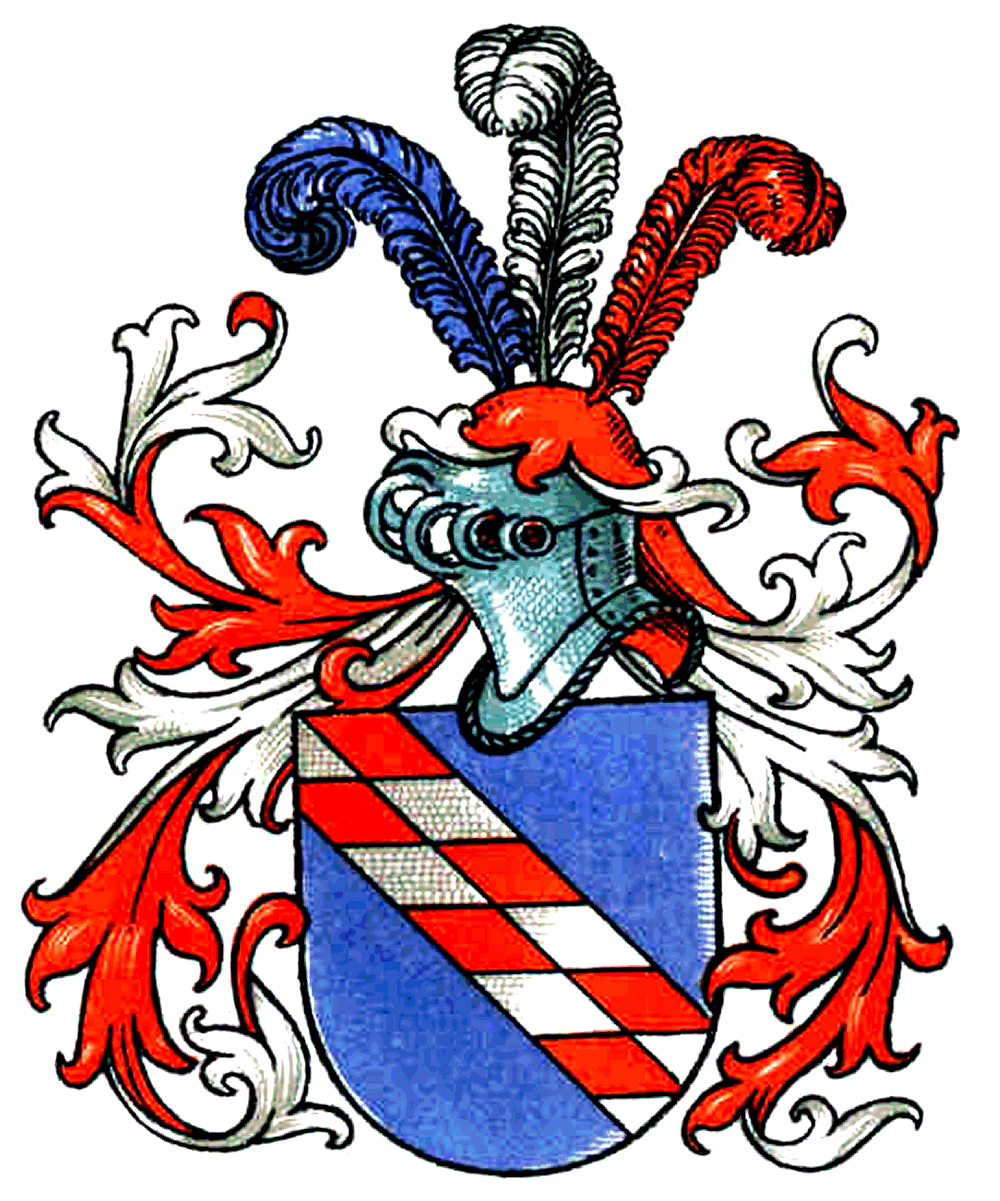
Herb von Wiese
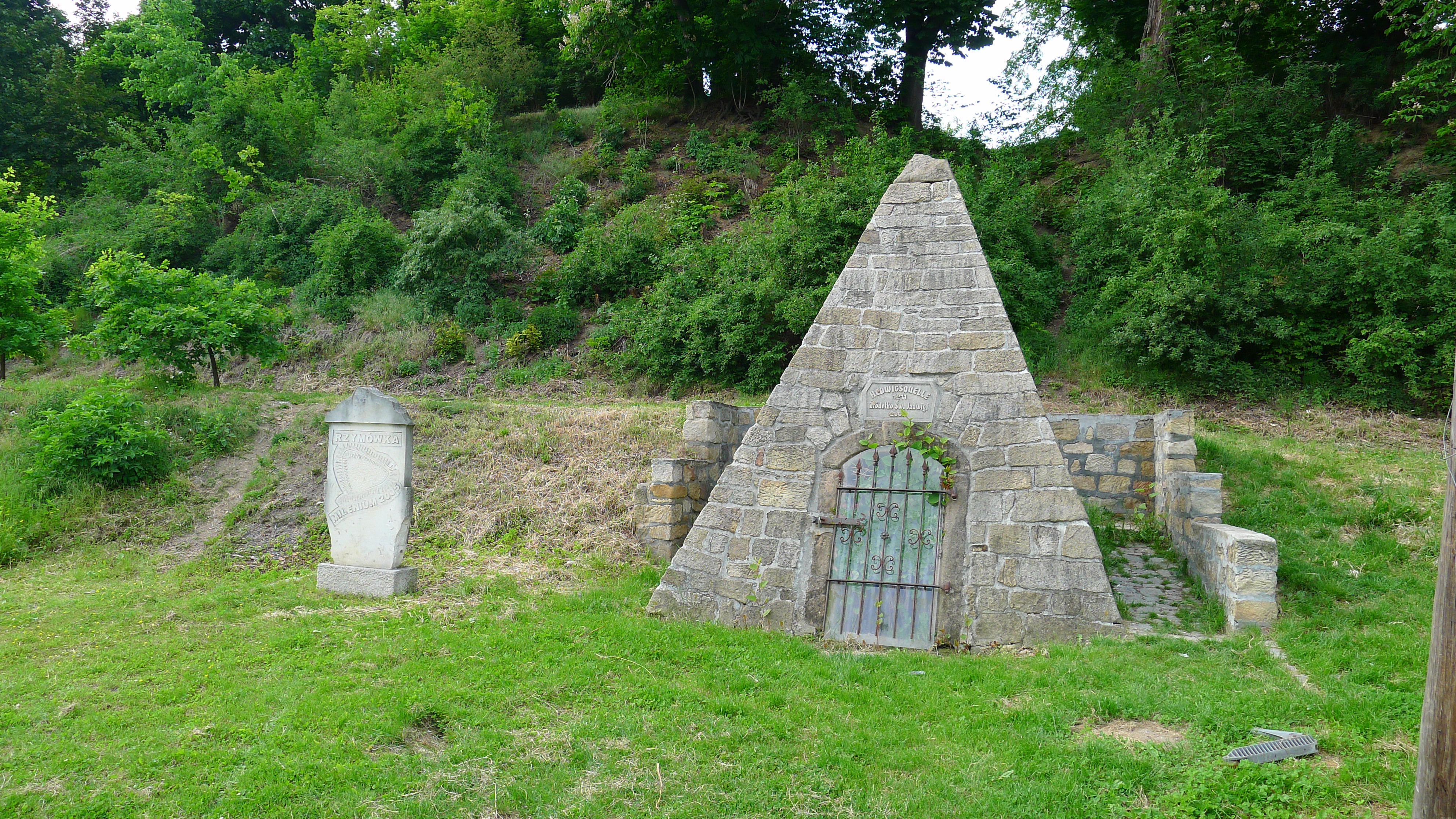
Źródełko św. Jadwigi

## Demografia
Według Narodowego Spisu Powszechnego (III 2011 r.) liczyła 170 mieszkańców. Jest dwunastą co do wielkości miejscowością gminy Złotoryja.